# Giovanni Franchi
Giovanni Franchi (L'Aquila, 1490/1492 – ...) è stato un vescovo cattolico italiano.

## Biografia
Nato all'Aquila da Ludovico Franchi, conte di Montorio e signore della città, dopo la rinuncia alla carica di vescovo dell'Aquila da parte di Giovanni da Prato, forse spinta da Ludovico stesso, su pressione del padre fu nominato vescovo il 24 agosto 1515 da papa Leone X, circa venticinquenne e senza che avesse ricevuto gli ordini sacri, mantenendo quindi il titolo di vescovo eletto. Il governo effettivo della diocesi fu affidato a un vicario, Evangelista Fausto, mentre per gli affari ecclesiastici si avvalse della figura di Giovambattista Cadicchio, vescovo di Sulmona-Valva. Nel 1521 i Franchi caddero tuttavia in disgrazia, i loro beni vennero confiscati e Ludovico venne incarcerato a Napoli. Rimasto comunque in carica fino al 1523, Giovanni si dimise spontaneamente, lasciando la guida della diocesi a Giovanni Piccolomini, suo parente, in qualità di amministratore apostolico, e si diede alla carriera militare.